# Společně a nerozdílně
Právní pojem „společně a nerozdílně“ označuje solidární závazek, v němž na jedné straně vystupuje více dlužníků (pasivní solidarita), nebo více věřitelů (aktivní solidarita). V českém právu je upraven v ustanoveních § 1872–1878 občanského zákoníku.
Solidární závazky vznikají na základě smlouvy, zákona nebo konstitutivního rozhodnutí soudu. Zákon je zná např. v případě manželů a jejich společného jmění (§ 713 OZ), nálezu věci více osobami současně (§ 1062 OZ), právního jednání týkajícího se věci ve spoluvlastnictví (§ 1127 OZ), dluhů vzešlých z činnosti ve společnosti (§ 2736 OZ) nebo u společné odpovědnosti za škodu (§ 2915 OZ). Kromě toho občanský zákoník také obsahuje vyvratitelnou právní domněnku solidárního závazku vyplývajícího ze společné činnosti podnikatelů (§ 1874 OZ).
Pasivní solidarita spočívá v tom, že všichni dlužníci jsou povinni plnit „jeden za všechny a všichni za jednoho“. To znamená, že každý z nich má povinnost splnit třeba i celý dluh, je-li k tomu věřitelem vyzván, a zároveň, že nemůže-li této povinnosti dostát, musí za něj plnit ostatní spoludlužníci. Dluh je ovšem jen jeden, pokud zanikne, typicky splněním (soluce), zaniká tím i v rozsahu zániku povinnost plnit u všech dlužníků. Není-li ujednáno jinak, jsou podíly na dluhu ve vzájemném vnitřním vztahu spoludlužníků, který ale nemá na vnější vztahy s věřitelem žádný vliv, stejné. Toto určení se projevuje zejména tak, že dlužník, který byl vyzván k plnění dluhu v rozsahu větším, než odpovídá jeho podílu, může po ostatních dlužnících žádat, aby plnili své podíly (preventivní regres). Jestliže k tomu však nedojde a dlužník věřiteli proto nakonec vyrovná více, než je jeho podíl, má pak právo na poměrnou náhradu od ostatních (následný regres).
Solidarita mezi věřiteli označuje podobný princip, kterýkoli ze solidárních věřitelů může po dlužníkovi žádat splnění celé pohledávky, bez ohledu na to, na jakou část má ve vnitřním spoluvěřitelském vztahu nárok. A také zde pak platí, že v rozsahu uspokojení věřitele zanikají oprávnění ostatních věřitelů. Každý z nich má nicméně právo tzv. předstihu, požádá-li některý z nich dlužníka o plnění jako první, musí být plněno již jen jemu. Do té doby má ovšem právo předstihu dlužník, který si může vybrat, komu bude plnit. Věřitel, kterému bylo splněno nad rámec jeho podílu, má pak povinnost následného poměrného regresu. Zákonem neupravenou otázku, jak určit spoluvěřitelské podíly, které nejsou předem dohodnuty a nelze je ani jinak odvodit, např. při nálezu věci, řeší právní teorie domněnkou jejich rovnosti podle obecných pravidel spoluvlastnictví (§ 1868 OZ odkazuje na § 1122 OZ).